# Bengtsfors
Bengtsfors é uma pequena cidade da província histórica da Dalsland. Tem cerca de 3 080 habitantes, e é a sede do município de Bengtsfors, pertencente ao condado de Västra Götaland, situado no Sul da Suécia. Está situada a 25 km a oeste da cidade de Åmål. Os seus arredores são uma poderosa atração turística, devido aos 399 lagos do município.